# No Time (KSI-dal)
A No Time KSI brit youtuber és rapper dala, ami All Over the Place (2021) című stúdióalbumán jelent meg. A dalon közreműködött Lil Durk amerikai rapper. A számot a két zenész, illetve S-X, Diego Ave, Chambers és Mally Mall producerek szerezték. 2021. július 16-án jelent meg digitális letöltésként és streaming platformokon, a RBC Records és a BMG kiadókon keresztül. Stílusát tekintve hiphop és trap.
A dal 24. helyen debütált aa brit kislemezlistán és szerepelt a slágerlistákon Írországban, Svédországban és Új-Zélandon. A szám videóklipje 2021. október 22-én jelent meg.

## Videóklip
A dal videóklipjét KDC Visions animálta és rendezte, aki korábban dolgozott olyan előadókkal, mint Juice Wrld, Trippie Redd és XXXTentacion. 2021. október 22-én jelent meg KSI YouTube-csatornáján.

## Közreműködő előadók
A Tidal adatai alapján.
- KSI – dalszerző, vokál
- Lil Durk – dalszerző, vokál
- S-X – producer, dalszerző
- Diego Ave – producer, dalszerző
- Chambers – producer, dalszerző
- Mally Mall – producer, dalszerző
- Adam Lunn – hangmérnök
- Joe LaPorta – hangmérnök
- Kevin Grainger – hangmérnök
- Matt Schwartz – hangmérnök
- Niko Marzouca – hangmérnök
- Rob MacFarlane – hangmérnök
- Robert Marks – hangmérnök

## Slágerlisták
| Slágerlista (2021)                        | Legmagasabb pozíció |
| ----------------------------------------- | ------------------- |
| Egyesült Királyság (UK Singles Chart)     | 24                  |
| Egyesült Királyság (UK R&B Chart)         | 7                   |
| Egyesült Királyság (UK Indie Chart)       | 3                   |
| Írország (IRMA)                           | 30                  |
| Svédország (Sverigetopplistan Heatseeker) | 19                  |
| Új-Zéland (RMNZ Hot Singles)              | 4                   |

## Kiadások
| Régió       | Dátum            | Formátum(ok)                 | Kiadó(k)        | For.  |
| ----------- | ---------------- | ---------------------------- | --------------- | ----- |
| Világszerte | 2021. július 16. | digitális letöltés streaming | RBC Records BMG | [ 6 ] |